# Suhpalacsa sagittarius
Suhpalacsa sagittarius is een insect uit de familie van de vlinderhaften (Ascalaphidae), die tot de orde netvleugeligen (Neuroptera) behoort. 
Suhpalacsa sagittarius is voor het eerst wetenschappelijk beschreven door New in 1984.